# 美麗同享
美麗同享（英語：Beauty Joy，來港前稱），是一匹在澳洲和香港出賽的賽駒，來港後練馬師早期是大衛希斯，後期是告東尼。

## 簡介
來港前馬名為的「美麗同享」在澳洲由麥奧然（Darren McAuliffe）訓練，取得四戰全勝的佳績，放頭、跟前及留後跑法都能勝出，其代表作是在2020年3月14日於澳洲雅士閣馬場夥拍潘學明勝出左轉1800米表列賽J C Roberts Stakes。練馬師麥奧然表示他對此駒評價十分正面，只因香港買家出手太吸引，雖有感情但亦難以抗拒故割愛。其後，「美麗同享」被運來香港服役，加盟大衛希斯馬房。
2021年1月10日，「美麗同享」於香港首次出賽。
2021年1月24日，郭能策騎「美麗同享」出戰四歲系列賽首關香港經典一哩賽，取得第十一名。
2021年1月29日，「美麗同享」從大衛希斯馬房轉投告東尼馬房。
2021年12月5日，「美麗同享」打開其在港的勝利之門。
2022年5月29日，潘頓策騎「美麗同享」勝出國際三級賽獅子山錦標。賽後，潘頓說道：「『美麗同享』今仗演出優異，顯而易見牠是匹具質素的佳駟，牠至今在港的賽績 （八出四捷）甚佳，且本身仍有進步空間，牠亦是匹跑法相當機動的馬。」此外，潘頓亦談及馬兒在陣上的走勢，他說道：「牠本來是匹易於駕馭的好馬，但後來偶爾在閘內有點兒不規矩，因而令牠曾有一兩次起步緩慢。之後牠曾休賽，復出後表現有所進步。」他續說：「然而，現時牠明顯有點兒棘手，並不喜歡陣上步速突然轉慢的情況，連同今仗在內，牠已連續三次有此走勢，因此我們須加以糾正，畢竟隨著其評分上升，爭勝難度亦有所增加。」練馬師告東尼說道：「好馬均能放鬆來跑，亦能在陣上隨時加速，牠便屬於此類佳駟，今日牠在三級賽取得勝利，我認為日後牠可望是一匹即使在二級賽中亦有力與對手週旋的馬。」他續說：「今仗起步後步速偏快，但轉直路彎時對手卻收慢步速，由於賽事步速轉慢，令『美麗同享』開始昂首，不過潘頓操控甚佳，當時他仍能令坐騎放鬆競跑，馬兒因此能以勁勢衝刺，我很滿意騎師的發揮，今仗能奪標，鞍上人居功至偉。」
2022年6月19日，潘頓策騎「美麗同享」勝出國際三級賽精英盃。賽後，潘頓說道：「每一場賽事牠都有一些不同之處，對不對？今天牠在閘廂內相當冷靜，我還在想：噢，這太好了，或許是來到季尾之故，今仗牠一定會跑得很好。然而牠出閘之後卻不願開步，動作僵硬，未能適當展步，走勢不順暢。我往下觀察（馬腳），對於應否繼續催策牠，內心的打算是五十五十。我覺得還是繼續催策讓牠跑多一點點路程，看看牠熱身後跑姿會否改善。跑到一千米處時，牠看來已回復正常。但我們已落後大隊頗遠，我當時覺得敗局已定。但想不到牠在直路上走勢如此凌厲，一鼓作氣逢馬過馬，後發先至反敗為勝。毫無疑問牠是匹天才橫溢的賽駒，但牠不能老是像今天這樣子起步，之前也曾經有過類似的情況。牠必須加以改善。」練馬師告東尼說道：「我覺得這匹馬的前速已經減慢，來季或須向2000米發展。但首先會部署角逐11月的二級賽馬會一哩錦標，然後進軍浪琴表香港一哩錦標，但一切尚未確定。我認為牠現在是匹出色的一哩馬，但亦有潛能應付更長途程。可以肯定的是，牠一定還有進步。」他續說：「潘頓對我說，馬兒初時步幅很短，不願展步，但在轉彎時拍了牠一下，牠頓時醒覺起來，愈走愈勁，彷彿以時速一百哩的速度直奔終點。」他補充：「牠以前的問題卻是在賽事中難以放鬆，你會見到當賽事的步速慢下來的時候，牠就會昂首。我認為必須訓練牠更加放鬆來跑，就像今天這樣，那麼牠就能夠跑更長的途程。總而言之，來季我們必定讓牠嘗試更長的途程。」
2023年4月30日，布文策騎「美麗同享」出戰國際一級賽冠軍一哩賽，不敵香港馬王「金鎗六十」，取得第二名。
2024年1月21日，梁家俊策騎「美麗同享」出戰國際一級賽董事盃，不敵「遨遊氣泡」及「永遠美麗」，取得第三名。
2024年4月7日，艾道拿策騎「美麗同享」勝出國際二級賽主席錦標。
2024年12月8日，艾道拿策騎「美麗同享」出戰國際一級賽香港一哩錦標，不敵「遨遊氣泡」及日本代表「神志勇進」，取得第三名。
2025年6月22日，艾道拿策騎「美麗同享」勝出國際三級賽精英碟。

## 同父馬
曾於香港服役出賽並曾勝出大賽的同父馬包括：
- 幸運如意：曾勝出G1 主席短途獎（2017）、G2 精英碗（2016）、HKG2 短途錦標（2016）
- 忠心勇士：曾勝出G2 馬會短途錦標（2019）

## 在港勝出賽事全紀錄
| 比賽日期   | 賽事名稱           | 賽事班次 | 賽道 | 賽事路程 | 比賽馬場   | 名次 | 完成時間 | 騎師   |
| ---------- | ------------------ | -------- | ---- | -------- | ---------- | ---- | -------- | ------ |
| 05/12/2021 | 碧璽讓賽           | 第三班   | 草地 | 1400米   | 沙田馬場   | 1    | 1:22.06  | 潘頓   |
| 19/01/2022 | 大嶼山讓賽         | 第二班   | 草地 | 1650米   | 跑馬地馬場 | 1    | 1:38.36  | 潘頓   |
| 24/04/2022 | 牛精福星讓賽       | 第二班   | 草地 | 1600米   | 沙田馬場   | 1    | 1:33.86  | 潘頓   |
| 29/05/2022 | 獅子山錦標（讓賽） | G3       | 草地 | 1600米   | 沙田馬場   | 1    | 1:34.71  | 潘頓   |
| 19/06/2022 | 精英盃（讓賽）     | G3       | 草地 | 1400米   | 沙田馬場   | 1    | 1:21.55  | 潘頓   |
| 07/04/2024 | 主席錦標           | G2       | 草地 | 1600米   | 沙田馬場   | 1    | 1:34.03  | 艾道拿 |
| 22/06/2025 | 精英碟（讓賽）     | G3       | 草地 | 1800米   | 沙田馬場   | 1    | 1:46.91  | 艾道拿 |

## 在港一級賽出賽全紀錄
| 比賽日期   | 賽事名稱           | 賽事班次 | 賽道 | 賽事路程 | 比賽馬場 | 名次 | 完成時間 | 騎師   |
| ---------- | ------------------ | -------- | ---- | -------- | -------- | ---- | -------- | ------ |
| 11/12/2022 | 浪琴香港一哩錦標   | G1       | 草地 | 1600米   | 沙田馬場 | 4    | 1:34.24  | 布文   |
| 29/01/2023 | 董事盃             | G1       | 草地 | 1600米   | 沙田馬場 | 5    | 1:34.76  | 布文   |
| 30/04/2023 | 富衛保險冠軍一哩賽 | G1       | 草地 | 1600米   | 沙田馬場 | 2    | 1:33.59  | 布文   |
| 10/12/2023 | 浪琴香港一哩錦標   | G1       | 草地 | 1600米   | 沙田馬場 | 5    | 1:34.66  | 紀仁安 |
| 21/01/2024 | 董事盃             | G1       | 草地 | 1600米   | 沙田馬場 | 3    | 1:34.31  | 梁家俊 |
| 25/02/2024 | 花旗銀行香港金盃   | G1       | 草地 | 2000米   | 沙田馬場 | 6    | 2:01.00  | 梁家俊 |
| 10/03/2024 | 女皇銀禧紀念盃     | G1       | 草地 | 1400米   | 沙田馬場 | 7    | 1:22.64  | 梁家俊 |
| 28/04/2024 | 富衛保險冠軍一哩賽 | G1       | 草地 | 1600米   | 沙田馬場 | 7    | 1:35.48  | 艾道拿 |
| 08/12/2024 | 浪琴香港一哩錦標   | G1       | 草地 | 1600米   | 沙田馬場 | 3    | 1:33.62  | 艾道拿 |
| 19/01/2025 | 董事盃             | G1       | 草地 | 1600米   | 沙田馬場 | 4    | 1:34.20  | 梁家俊 |
| 27/04/2025 | 富衛保險冠軍一哩賽 | G1       | 草地 | 1600米   | 沙田馬場 | 7    | 1:33.69  | 艾道拿 |

## 外部連結
- . 2022-05-29  [2022-05-29]. （原始内容存档于2022-05-29）.
- . 2022-06-19  [2022-06-19]. （原始内容存档于2022-06-19）.
- . 2024-04-07  [2024-04-07]. （原始内容存档于2024-05-04）.